# 女谷
女谷（おなだに）は、新潟県柏崎市の大字。
高原田（たかんだ）、上野、下野、宮原、駒野間の集落がある鵜川の上流地の山間地に位置している。1868年（明治元年）の郡中高家数取調写帳では、家数100であったと記述されている。1964年（昭和40年）国勢調査の際の人口は、上野51世帯247名・下野28世帯148名・宮原57世帯234名・駒之間33世帯160名の計202世帯789名だったが、2021年は計29世帯43名（男23/女20）となっている。

## 名称
女谷という地名の由来は、一見平地のように見えるものの、四方が米山や黒姫山などに囲まれていて、東の低地から川水が流れており、谷もあり、盆地でも窪地もある地形で女性器に似ていることから由来している。沢や窪が濡れた女性器を表現していて、その類の表現として谷地や湿地にも使われる。

## 地理・気候
気候は降水量が秋冬に集中し、積雪量が多い気候である。柏崎市内でも群を抜いた積雪量で、1966年（昭和41年）12月25日の積雪記録では、降り出した雪が26日までに1日中降り続き、他地域と比べると、曽地57cm・小国80cm・広田65cm・柏崎50cm・高柳95cm・和田50cmと大差をつけ、その冬最高積雪の150cmを記録した。よって冬季は農作物を作ることはできず、果樹栽培の導入困難であったり、酪農を減退させるなど農業振興に気候が影響を及ぼしてるといえる。

## 歴史

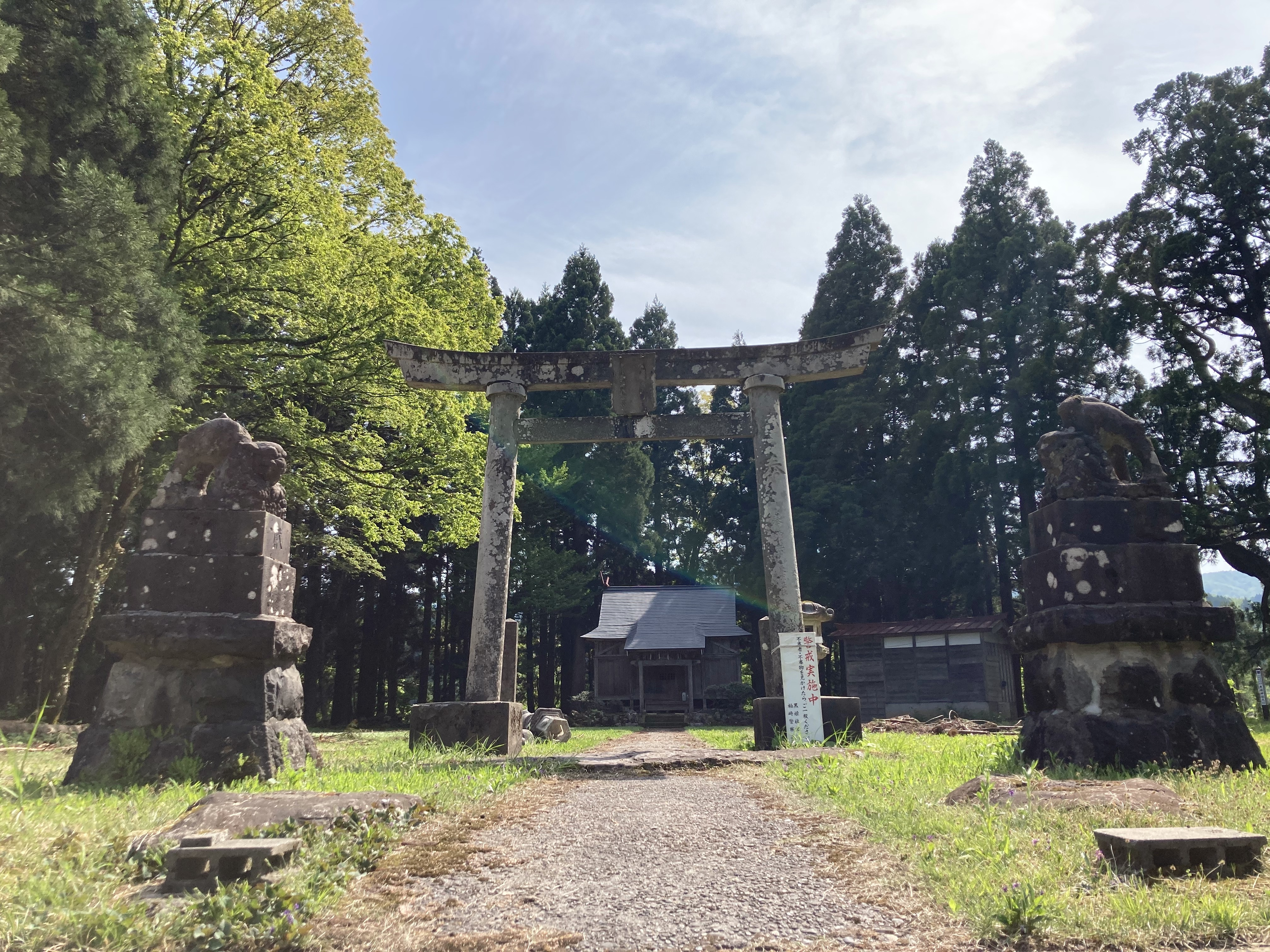
黒姫神社（女谷）

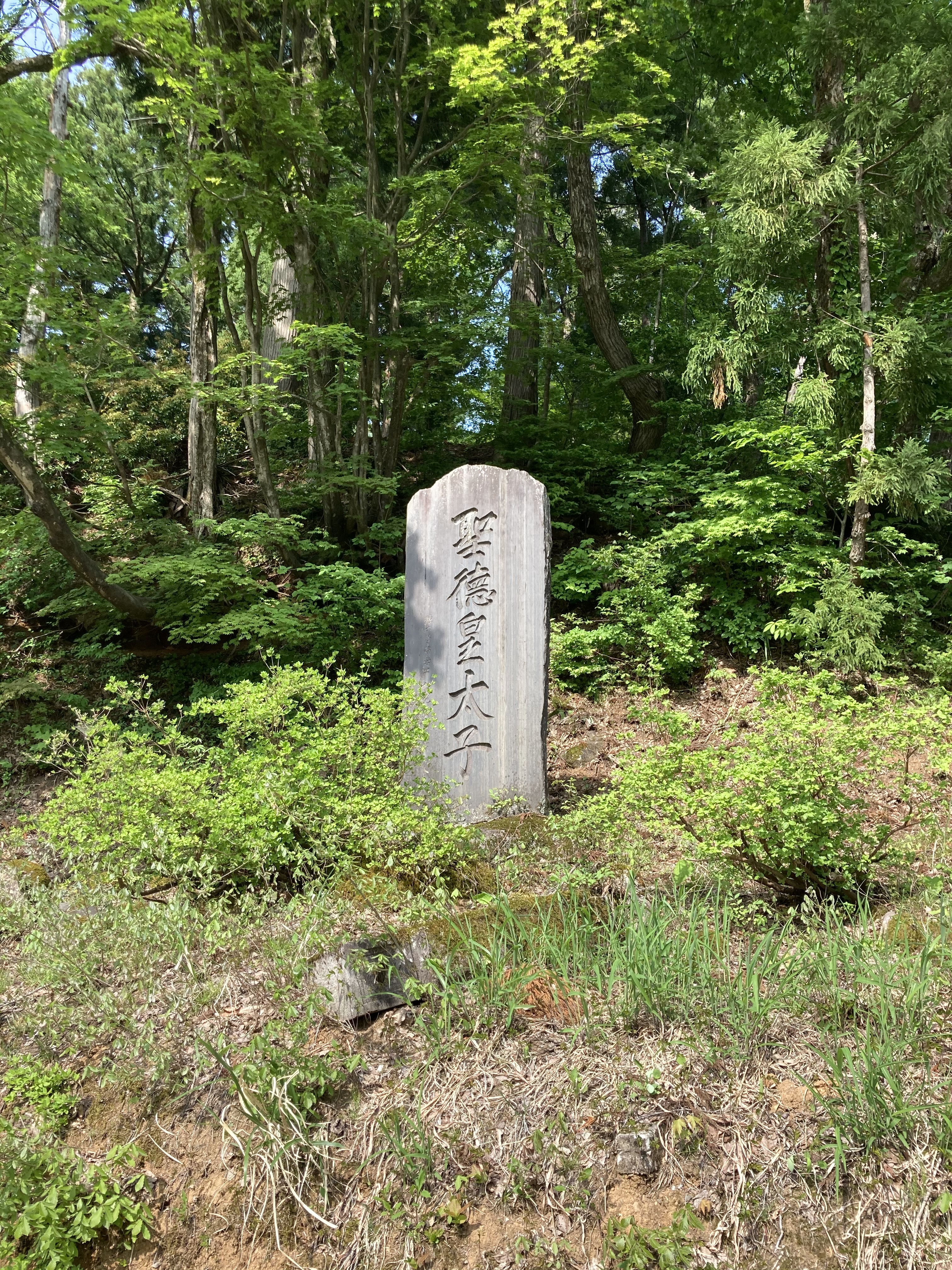
聖徳太子石碑

通史

### 旧石器時代～古代
女谷地区には、宮原遺跡があり、縄文時代中期（約4,500年前）からは人が住んでいたことがわかる。ほかにも地区内には上の山遺跡（下野）や高原田遺跡などがあることから、黒姫山などの山の周辺にある丘陵に多くの竪穴建物が建てられ集落が形成され、縄文時代後期には鵜川やその支流の水辺を生活拠点としていた。弥生時代に入ると、集落近辺の低湿地で水稲耕作が行われていた600年代末には、越の国が越前、越中、越後の3つに分割され、女谷を含む鵜川地域は越中に属していた。702年（大宝2年） に鵜川が含まれている 越中国の三嶋郡は、越後国に編入する。また、三嶋郡の中でも鵜川流域を三嶋郷と呼ぶようになる。

### 中世
- 1357年（延文2年） - 越後国苅羽郡と覚園寺文書に称されていた[8]。
- 1507年（永正4年） - 8月7日　上杉房能が松之山天水越で自刃し妻の綾子が鵜川地域に落ちのび、綾子舞を伝えた（諸説あり）[8]。
- 1599年（慶長4年） - 上杉遺民騒動。女谷の庄兵衛（勘兵衛）が堀侯から黄金5枚賜る。ここで初めて、女谷の村の名前が登場した[9]。

### 近世
- 1664年（寛文4年） - 幕府の公用文に越後国・沼垂郡と誤用されるが、一般には苅羽郡で通っていた[10]。
- 1673年（延宝元年） - 野田の正蓮寺（願龍寺塔頭）創立[9]。

#### 女谷村名称の起源
女谷は延宝の頃までは本谷村と称していたが、延宝期間の1673年～1681年の間に女谷村に改称されたとの伝承がある。「略縁起によると道鏡という奈良時代の僧侶が美女窟を尋ねると淫女が集い、舞い、謡っていたがその正体は古ムジナであった。それを知った道鏡が、不動空縛をすると、淫女達は倒れて死んだ。」これが女谷に改称した由来とされている。また、現在は大字女谷の中の地区としてある「駒之間」は駒之間村としてあったが、どこかの年代で合併された。
- 1681年（天和元年） - 年号が変わり幕府直轄領に定められた際に検地が実施される。当時は女谷村、折居村、市野新田、清水谷村の4か村行政[12]。大型新田開拓開始[9]。
- 新田開拓の際は、高原田沖の干拓に女谷川の瀬替幸二を行い、下野、上野、宮原各地域の荒野に水を引いて開いた[13]。
- 1716年（享保元年） - 宮原の本所坊が創立[14]。
- 1764年（明和元年） - 高原田の裏山で大雪崩が2度発生[14]。
- 1815年（文化12年） - 綾子米女谷組が江戸浅草寺境内などで興行[15][14]。
- 1828年（文政11年） - 約150年前に始まった大型新田開拓が終了[16]。
- 1831年（天保2年） - 静雅園着工（推測）[16]。
- 1862年（文久2年） - 宮原の観音寺が創建[16]。

### 明治時代
- 1871年（明治4年） - 7月　廃藩置県で第3次柏崎県設置で女谷村は第9区となる。第9区の女谷村含む7か村の戸長には、女谷村庄屋の布施常吉（藤太）が任命される。女谷組5か村が年貢米の金納嘆願[16][17]。
- 1873年（明治6年） - 第3次柏崎県が廃止され、新潟県に統合。新潟県第5大区小5区に改正され、戸長には女谷村の布施藤太（新屋敷）が任命される。野田の鵜川神社が女谷の村社となる[17][18]。
- 1874年（明治7年） - 宮原の観音寺を校舎として、鵜川小学校が開校[18]。
- 1876年（明治9年） - 野田の正蓮寺が独立[18]。
- 1876年（明治9年） - 5月　女谷村が第6大区小4区に入り、第6大区副長には布施藤太が任命される[19]。
- 1878年（明治11年） - 10月　布施健二が女谷の村長職に。村を統一、執政機関、監督機関の役割を総合した村会議員は12名構成[20]。
- 1879年（明治12年） - 4月28日　郡区町村編制法が施行され、大小区制が廃止[19]。
- 1880年（明治13年） - 正蓮寺が女谷の勝兵衛宅へ移転される[18]。
- 1884年（明治17年） - 女谷村、清水谷村、谷川新田、市野新田、折居村で構成される5か村連合戸長役場が女谷村の布施庄兵衛方に設置[19]。
- 1888年（明治21年） - 5月　陸軍軍医総監松本順氏が静雅堂に滞在。滞在中に柏崎へ行き、海水浴の効能を唱導[20]。
- 1889年（明治22年） - 市政・町村制が施行され市野新田村と清水谷村、谷川新田村が合併し女谷村となる[21]。
- 1893年（明治26年） - 浄圓坊が三河国岡崎から中之島へ移籍[18]。
- 1896年（明治29年） - 浄圓坊が浄圓寺に改称[18]。
- 1897年（明治30年） - 浄圓寺が中之島から五観音へ移転[18]。
- 1901年（明治34年） - 4月1日女谷村と折居村が合併して鵜川村となる。初代村長は中村鎌助（上野・大野）が務めた[19][12]。

#### 鵜川村誕生
元々、現在の小字の集落がありその小さな集落単位で生活をしていたが、江戸時代に大字単位の村になり、明治時代にはその大字単位の村が合併して鵜川村になった。時系列順では、最初から大字の村だったのが、市野新田村と清水谷村で他集落は小字であった。その後、小字の集落が合併し女谷村と折居村が誕生。そして、市野新田村と清水谷村、谷川新田村が女谷村に吸収され、最終的に女谷村、折居村が合併し鵜川村となった。

### 大正時代
- 1913年（大正2年） - 黒姫神社の社殿造営[18]。
- 1917年（大正6年） - 12月　柿崎川水力電気会社が女谷へ電灯を設置すること準備開始[22]。
- 1923年（大正12年） - 鵜川小学校改築[23]。
- 1924年（大正13年） - 宮原の観音寺が高原田の地蔵堂に合併[23]。

### 昭和時代
- 1928年（昭和3年） - 鵜川小学校移転。黒姫神社移転。静雅園の碑建立[23]。
- 1928年（昭和3年） - 11月27日　女谷郵局の電話架設工事開始。経費は地元負担金で約5,000円（現在の約300万円）必要であったが、地元有志の寄付と僅かではあったが村費から捻出された[24][25]。
- 1956年（昭和26年） - 鵜川と上条、野田が合併し黒姫村が新設[23]。綾子舞が県の無形文化財に指定[26]。
- 1957年（昭和27年） - 綾子舞が国の文化財保護委員会で価値を認められ補助金を交付を受ける[26]。
- 1964年（昭和39年） - 新潟大地震[23]。
- 1968年（昭和43年） - 鵜川が柏崎市へ編入合併し柏崎市に[23]。
- 1969年（昭和44年） - 鵜川スキー場が市の管理となり、鵜川観光協会が運営に[27]。
- 1969年（昭和44年） - 柏崎市綾子舞後援会が発足。第一回理事会が五日市役所で行われた[26]。
- 1972年（昭和47年） - 圃場整備に伴うパイプ灌漑工事が実施。工事は延長3,000mで工費が2,200万円。パイプ灌漑工事は県内では初めての試みであった[28]。耕地整理事業の際に、田んぼの下から大天白の住居跡が発見される[29]。
- 1975年（昭和50年） - 10月20日　午前11時頃、女谷駒間地内の県道高田・保倉・柏崎戦で、土砂崩れが発生し一時通行不能となった。土砂崩れは道路脇の崖から約50立方メートル崩れ、道路を塞いだ[30]。
- 1976年（昭和51年） - 11月　女谷地内、鵜川小学校敷地内の名勝「静雅園」が市の文化財として指定される[31]。
- 1982年（昭和57年） - 6月　農林省が23日から水田約40.5ヘクタールでイモチ病の新農薬の効果試験を実施[32]。
- 1983年（昭和58年） - 9月　鵜川公民館の郷土史研究会が発足[33]。
- 1983年（昭和58年） - 9月28日　毒キノコによる食中毒防止のため、柏崎食品衛生協会と柏崎保健所との共催で「きのこ識別講習会」を女谷で開催[34]。
- 1985年（昭和60年） - 1月3日　綾子舞育成の最長老として知られていた猪俣氏が死去。享年89歳[35]。
- 1986年（昭和61年） - 7月25日　午前4時10分、農家でもあり遺族会の役員を務めるなど地区での活動に尽力した宮嶋源二氏が死去。享年91歳[36]。
- 1986年（昭和61年） - 9月2日　東北電力の長岡・新潟配電実技向上指導員訓練が開催。毎年行われている訓練ではあるが、今回女谷地内で行われたのは、同地が豪雪地帯で従来の電柱と違い電柱電線への降雪が少ない構造のモデルのため[37]。
- 1986年（昭和61年） - 11月　女谷出身の布施栄信氏ががん医療の中心として活躍したとして、勲四等瑞宝章を受章[38]。
- 1988年（昭和63年） - 1月　鵜川公民館の郷土史研究会が約1,700点の庄屋文書の整理を終える。以降、解読作業に移った[33]。

### 平成時代
- 1989年（平成元年） - 5月　綾子舞の伝承、普及、指導に尽力したとして、布施富治氏が柏崎日報復刊40周年記念社会・文化功労者顕彰者として選出される[39]。
- 1998年（平成10年） - 6月　京都本願寺再建の際に副棟梁に選ばれ、番神堂・えんま堂なども手掛けた名工匠と知られる4代篠田宗吉氏が造ったと伝わるかやぶき民家が補修工事。当宅は江戸時代に宗吉氏が造ったと「鵜川の話」で紹介されている[40]。
- 1998年（平成10年） - 7月　柏崎市が女谷地内に伝統文化活用型交流促進施設「綾子舞会館」の建設を進めると発表[41]。
- 1998年（平成10年） - 9月25日　鵜川ダムと国道353号の早期着工に向けた総決起大会が旧鵜川小学校体育館で開催。地元民にとって両事業は長年の悲願であったため、約300名が集まった。また、来賓として三富県議議会長や県議、関係行政職員などが出席した[42]。
- 1998年（平成10年） - 11月　17日から20日まで雨が降り続いたことにより、女谷地内の国道353号で長さ50m、奥行き50m、約1万立方メートルの土砂崩れが発生。同地は平成7年の際に水害が発生した同じ場所で、ブロックが入ってあったが、土砂の圧力で傾いてしまった。そのため、21日昼は片側通行。夜間は全面通行止めをし復旧に取り組んだ[43]。

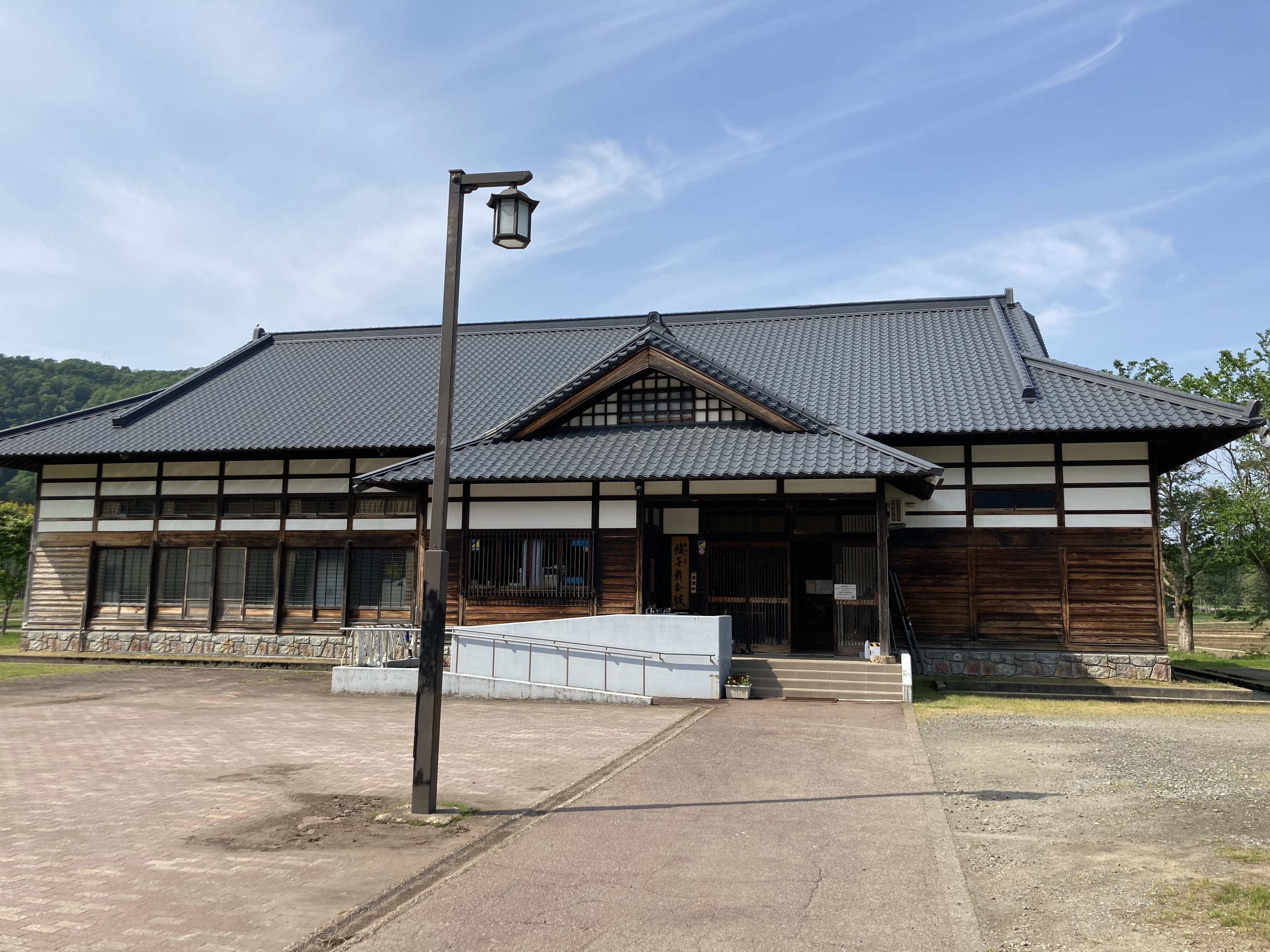
綾子舞会館

- 1999年（平成11年） - 3月7日　鵜川スキー場の閉鎖に伴う最終営業日にスノーフェスティバル開催。主催は市教育委員会。閉鎖式には、西川市長も参列し謝辞を述べた[44]。
- 1999年（平成11年） - 3月　綾子舞会館完成。オープンに先立ち3月21日には平山知事を来賓に迎えての竣工式を開催[45]。

- 1999年（平成11年） - 4月1日　綾子舞会館オープン[45]。

- 2001年（平成13年） - 新潟工科大学、鵜川地区住民らによって「雪の冷却エネルギー有効活用」が開始[46]。
- 2002年（平成14年） - 1月　市ガス水道局が災害時に緊急飲み水として利用できる井戸水・湧水を調査しその結果を公表。市内には10箇所利用可能とし、その中に女谷地内に位置する「治三郎の湧水」が入っていた。また調査によると当水源からは1日あたり湧水量として6万9,000リットルあることが分かった。この量は、川内の湧水（11万2300リットル）に次ぐ市内2位の量であった[47]。
- 2003年（平成15年） - 9月15日　綾子舞の伝承五百年祭が綾子舞会館前の芝生広場で開催。約2,500人が集まった[48]。
- 2004年（平成15年） - 10月5日　鵜川ダム工事の安全祈願祭、着工式が開催。このダム建設は、1978年6月の大水害の経験から柏崎市街地を守るために計画された[49]。
- 2004年（平成16年） - 7月　16日から17日にかけて雨が降り続き、女谷地内の一部建物が全壊した[50]。
- 2006年（平成18年） - 10月　女谷地内の鵜川治水ダム建設工事で進められていた、仮排水トンネルが貫通[51]。
- 2007年（平成18年） - 毎年行われていた綾子舞の現地公開が中越沖地震の影響で中止[52]。
- 2007年（平成19年） - 12月10日　鵜川ダム事業はで、鵜川の流れを新しい仮配水トンネルに切り替える転流式が開催[53]。
- 2010年（平成22年） - 7月　市綾子舞保存振興会会員で、下野保存会顧問の布施富治氏が社団法人・全日本郷土芸能協会の特別表彰を受ける[54]。
- 2011年（平成23年） - 11月　市新田ダム建設に伴い水没する貴重な植物の移植が綾子舞会館前の池で行われ、オオニガナなど84種が移植された[55]。
- 2012年（平成24年） - 7月30日　市新田ダム建設工事の安全祈願祭が開催。当工事は柏崎周辺農業水利事業[56]。
- 2012年（平成24年） - 10月7日　市新田ダム建設に伴い水没することになる市道2-125号線の付け替え工事が完了し橋の渡り初めが行われた。当道路は鵜川を跨ぐことから地元民により「荒又大橋」と命名[57]。
- 2016年（平成28年） - 11月3日　市新田ダム定礎式が行われる[58]。
- 2017年（平成29年） - 11月21日　市新田ダムの堤体の盛り立て作業完了に伴い式典が催される[59]。
- 2018年（平成30年） - 3月9日　国の文化審議会が女谷地内に位置する「武田家住宅」を登録有形文化財に登録するよう林芳正文部科学相に答申[60]。

### 令和時代
- 2019年（令和元年） - 6月9日　鵜川診療所の3月末廃止に伴い、市と鵜川地区区長協議会が鵜川総合研修センターで閉所式を開催。地元民75人が集まった。鵜川医療所は約半世紀にわたり地域医療を支えていた[61]。
- 2019年（令和元年） - 7月23日　原田義昭原子力防災担当相が綾子舞会館に訪れ、降雪時に原発事故発生時の避難経路などを視察[62]。
- 2019年（令和元年） - 綾子舞会館がJA柏崎が管理業務を担ってたが経費削減のため、翌年から市直営にする方針を決定[63]。
- 2020年（令和2年） - 2月　国の文化審議会が2022年に国連教育科学文化機関の無形文化遺産の登録候補として綾子舞を含む「風流」を選ぶ方針を固める。「風流」も地域によって細かい踊りは違うが、”豊作祈願や先祖供養などの踊り”として一括登録に踏み切った[64]。
- 2020年（令和2年） - 毎年9月の第2日曜日に開催されていた、綾子舞の現地公開が新型コロナウイルスの感染防止のため、中越沖地震が発生した2007年以来の中止となった[65]。

## 教育

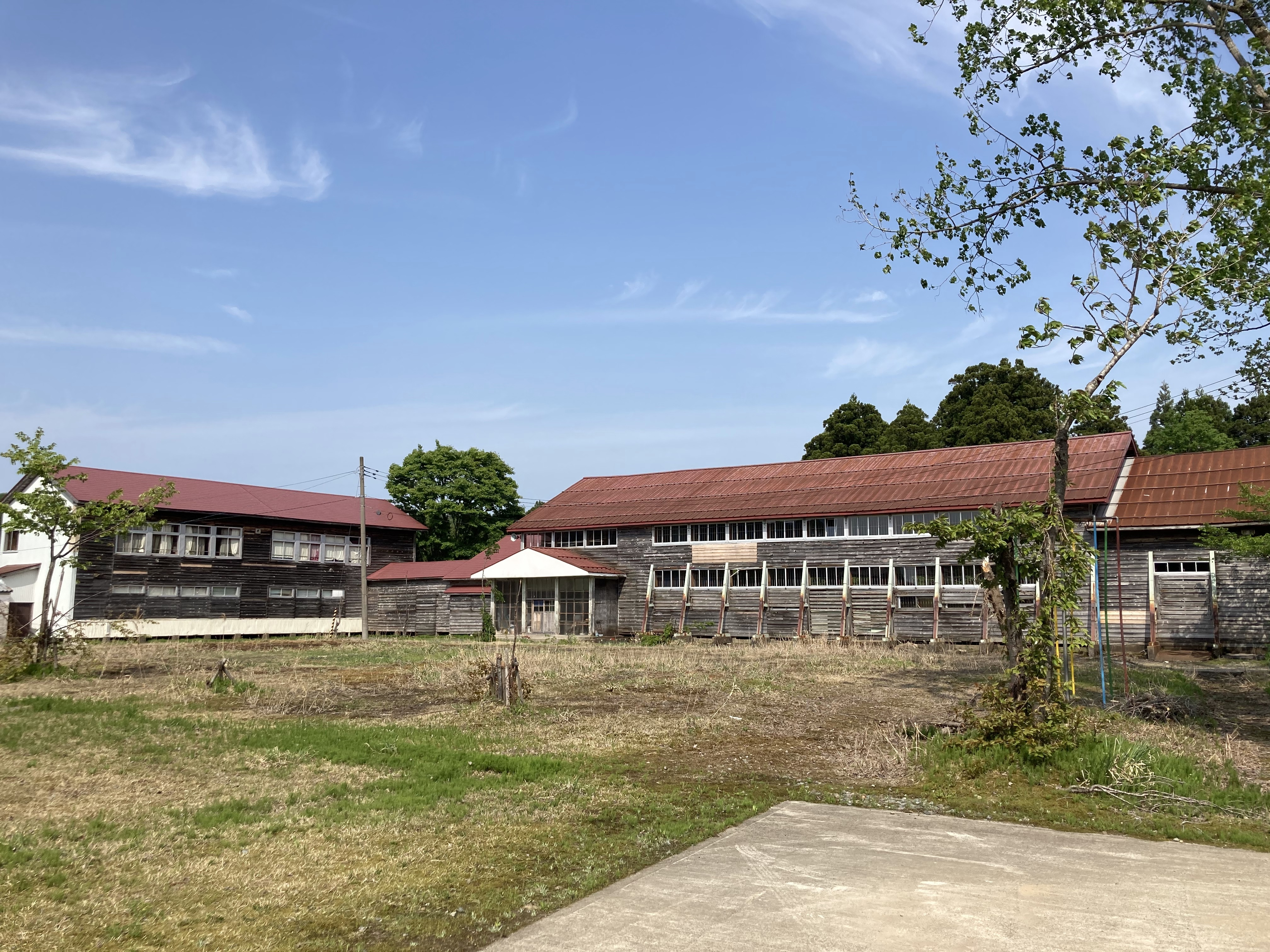
鵜川小学校

### 鵜川小学校・鵜川中学校
年表
- 1872年（明治5年） - 全国に学校令が布告されたため、開校の準備開始[66]。
- 1874年（明治7年） - 2月25日　宮原観音寺を借りて「六大区小四区第14小学校」開校。男女共学で児童数31名。附属校は野田校、木沢校、折居校、石黒校の4校[66]。

当時は希望者のみが入学。小学校ができるまでは、教育は少なく学問を志す人は学識者に弟子入りするか、村の中で知識のある人から読み書きやそろばんを習う程度だった。また、当時の大区長は岡野町の村山藤兵衛氏だったため、学校の書籍や用具などの必要な物は鳴鶏城峠を超え、岡野町で大区長の受領を受け、それを各附属校に分配していた。
- 1879年（明治12年） - 「公立女谷小学校」に改称。また、附属校4校は独立校になる。校舎増築[66]。
- 1886年（明治19年） - 入学が義務制になる[66]。
- 1890年（明治23年） - 「村立女谷小学校」に改称。当時の児童数は149人[66]。
- 1895年（明治28年） - 村議にかけ、4間×5間の2階建ての校舎を増築。費用は寄付金と村費で賄った[67]。
- 1896年（明治29年） - 御真影拝戴[67]。
- 1897年（明治30年） - 2月17日　組合立高等小学校設置（現在の中学校に相当する）の認可を得たことで、折居、石黒、女谷併立開校する[67]。
- 1897年（明治30年） - 10月30日　「鵜川尋常高等小学校」に改制。それに伴い、生徒数が増加したため翌年から2年校舎を増築[67]。
- 1901年（明治34年） - 女谷村が合併し鵜川村になったため、「村立鵜川尋常高等小学校」に改称。児童数318名[67]。
- 1909年（明治42年） - 「鵜川村立鵜川尋常高等小学校」に改称。児童数379名[67]。
- 1911年（明治44年） - 校舎が新舎になる。児童数429名[67]。
- 1913年（大正2年） - 清水谷分校の校舎新築。児童数455名[67]。
- 1923年（大正12年） - 校舎改築。児童数545名[67]。

校舎改築に踏み切ったものの、敷地が狭かったため観音寺を高原田の地蔵堂と合併し、「堂の前」を移転、役場の位置も県道沿いの横道に移すなどしてどうにか校舎を増築した。
- 1928年（昭和3年） - 鵜川小学校が移転。この際移転された場所が閉校まで利用されることとなった。児童数545人[67]。

移転は昭和に入ったことでさらに児童が増えたことにあった。児童数増加により増築問題に直面したのだが、敷地が足りなく困難を極めた。移転前の土地付近の農家を移転すると建設費が多大になる。一方、他に移転する場所もない。このことから、「農家移転派」と「校舎移転派」の意見で村が二分した。「校舎移転」にする場合は、農家の移転費用が不要で見積額の半分ほどで済むことから「校舎移転派」の内内で合議を行い、「農家移転派」に相談せずに当時女谷村に住んでいなかった、布施庄兵衛氏の宅地を懇願することとした。そして、柏崎市西本町に在住していた布施貞夫氏に懇請すると、同氏は快諾。更に、静雅園も寄付した。同園は6日かけ5人の庭師が手入れをし、以降の管理費として500円寄附（現在の約50万円）。また、学校用試作地として裏地の2反も寄付。管理費は学校貯金され、当分利子で庭園の手入れが行われた。
- 1941年（昭和16年） - 「鵜川国民学校」に改称。初等科6年の高等科2年制になる。児童数624名[68]。
- 1943年（昭和18年） - 5間×10間の2階建て校舎を増築。工費は総額2万円。児童数605人[68]。
- 1945年（昭和20年） - 終戦に伴い、御真影を刈羽地方事務所は奉還。児童数667名[68]。
- 1947年（昭和22年） - 学校教育法施行に伴い、小学校6年中学校3年の義務制になる。よって「鵜川小学校」「鵜川中学校」に。中学校は小学校の空室を利用し開校。児童数、小学校451名・中学校204名[68]。
- 1950年（昭和25年） - 中学校校舎完成。児童数、小学校430名・中学校438名[69]。
- 1952年（昭和27年） - 学校給食（汁のみ）が開始。教育委員会発足。中学校の体育館、廊下、便所が完成[69]。
- 1956年（昭和31年） - 「黒姫村立鵜川小学校」「黒姫村立鵜川中学校」に改称。児童数、小学校437名・中学校213名[69]。
- 1963年（昭和38年） - 2階建て鉄筋コンクリート造りに改築。なお、この校舎は刈羽郡では最初の近代的校舎となった。児童数、小学校353名・中学校242名[69][70]。
- 1968年（昭和43年） - 黒姫村が柏崎市と合併したことに伴い、「柏崎市立鵜川小学校」「柏崎市立鵜川中学校」に改称。児童数、小学校207名・中学校138名[70]。
- 1969年（昭和44年） - 汁のみであった学校給食が5日制となり3人の給食婦が調理するようになる。パンは野田校から運ばれる。児童数、小学校179名・中学校124名[70]。
- 1973年（昭和48年） - 7月20日　創立100年記念式とプール竣工式開催[71]。
- 1981年（昭和56年） - 台風15号の被害で体育館の屋根が一部破損[72]。
- 1984年（昭和59年） - 1月25日と2月6日は豪雪のため集団下校[73]。
- 1990年（平成2年） - 8月7日　ドイツの国立ベルリン少年少女合唱団40名が来校[74]。
- 1990年（平成2年） - 12月7日に郡発地震で校舎が大被害を受け校危険状態になったため、12月14日鵜川中学校へ移転[74]。
- 1991年（平成3年） - 3月26日　鵜川中学校閉校式[74]。
- 1991年（平成3年） - 4月1日　鵜川中学校が城北中学校、第四中学校と統合し柏崎市立南中学校開校。それに伴い5月に中学校舎が取り壊された[74]。
- 1991年（平成3年） - 6月　小学校校舎改修工事実施。工費は5,000万円[74]。
- 1994年（平成6年） - 7月22日　学校統合検討委員会にて閉校並びに野田小学校への統合が決定した[75]。
- 1995年（平成7年） - 2月18日　閉校記念「綾子舞と合唱演奏会」が催される[75]。
- 1995年（平成7年） - 3月26日　閉校式と惜別の会開催[75]。
- 1995年（平成7年） - 3月31日　鵜川小学校閉校。123年の歴史の幕を閉じる[75]。

## 暮らし・文化
綾子舞は女谷村の高原田、下野地区に伝わる芸能であり、国指定重要無形民俗文化財に指定されている。

## 産業

### 鵜川スキー場
昭和42年、有志により女谷の天狗松の地（標高200m）を利用し開場。年々整備が進みゲレンデの広さは6万平方メートルほど。またスロープの安全性に定評があり、初級・中級向けでファミリー向けのスキー場だった。さらに、県内でも有数の豪雪地帯であったため、雪解けが遅く12月から3月末までと比較的長い期間利用できるのも特徴の一つであった。
開場当初のまだ休憩所がない段階では、鵜川中学校の体育館を借りて時折豚汁を提供し、利用者にアンケートを実施して利便性の向上を図っていた。
昭和44年2月16日には米峯スキークラブ会長の協力のもと、第1回市民スキー学校が天狗松スロープで開催された。当日には、市長等が出席していた。また、同年3月2日の第2回スキー教室には元オリンピック選手で新潟県スキー連盟顧問でもある上石巌氏が出席した。
当初は有志で開場されたスキー場であったが、昭和44年に活発に活動したことが関係してか、柏崎市に正式にスキー場を設置する交渉を開始。結果、鵜川全戸加入が望ましいとの返答を受け、全戸加入で鵜川観光協会を設立して、そこに鵜川スキー場専門部を置くこととなった。7月28日には観光協会創立総会が行われ、規約制定し施行された。
そして、同年の12月25日には満を持して第一回スキー場開きが行われた。その際、古老からの示唆により”スキー場開きには名士が集まるであろうから”と珍味の狸汁を振る舞うこととなった。以来、狸汁の提供は長く続いた。
昭和45年10月25日には第1回鵜川地区民スキー大会が開催されるなど活発に活動するとともに、設備拡充も進んだ。同年10・11月には長さ100mのロープ塔や休憩所が完成し設置された。休憩所には食堂や売店・貸スキー室などが設けられた。また、同時期に案内板を柏崎駅など各所に設置した。翌年の46年には1,400平方メートル・収容台数70台の駐車場が整備され、市内の医師の寄付によりナイター設備が完成。そのため、土曜から月曜日までと祝日は夜間も滑れた。昭和49年にはミニジャンプ台も併設された。
しかし、スキー客の近郊への流出や設備の老朽化により利用者が減少。30年で合計18万人が訪れ、ピーク時には1シーズン8,000人の来場者を記録した鵜川スキー場は1999年（平成11年）に30年の歴史に幕を閉じ閉鎖した。

## 人物
猪俣時治
綾子舞育成の最長老。第二次世界大戦時に一時は途絶えていた綾子舞を高橋時仲氏などが尽力し復活させ、発祥の地である高原田部落座元の最長老指導者として綾子舞保存と育成に尽力し生涯を全うした。綾子舞の文化的価値は県や国から無形文化財の指定を受けるなどして世に認知される一方、部落の過疎化により綾子舞の保存は極めて困難であった。高齢になっても尽力する功労に対して多くの表彰を受けている。1970年に柏崎市長、1977年には県文化財保存連盟会長から表彰を受けている。享年89歳。
布施栄信
県立ガンセンター元院長。大正5年、女谷で誕生。新潟医科大学卒。大学卒業後は、同医局や同大学講師を経験したのち県立がんセンター入所。1959年には新潟市医師会の理事に選出。1982年に退職するまでに、小児科医長、副院長、院長を歴任。また、がん医療に尽力したとして1986年には勲四等瑞宝章を受章。
布施富治
綾子舞保存会副会長。勲七等青色桐葉章受章者。昭和24年に柏崎土木派遣所に道路工手として採用されて以来、定年退職するまでの33年間県道の補修に務めとして1985年に受章。また、仕事以外の時間は綾子舞の伝承に時間を割き、日比谷公会堂の全国芸能祭、日本青年会館での民俗芸能大会、国立劇場などの大舞台で中心人物として活躍。その活動も認められ、1989年には柏崎日報復刊40周年記念社会・文化功労顕彰者5人の1人に選出された。

## 名所

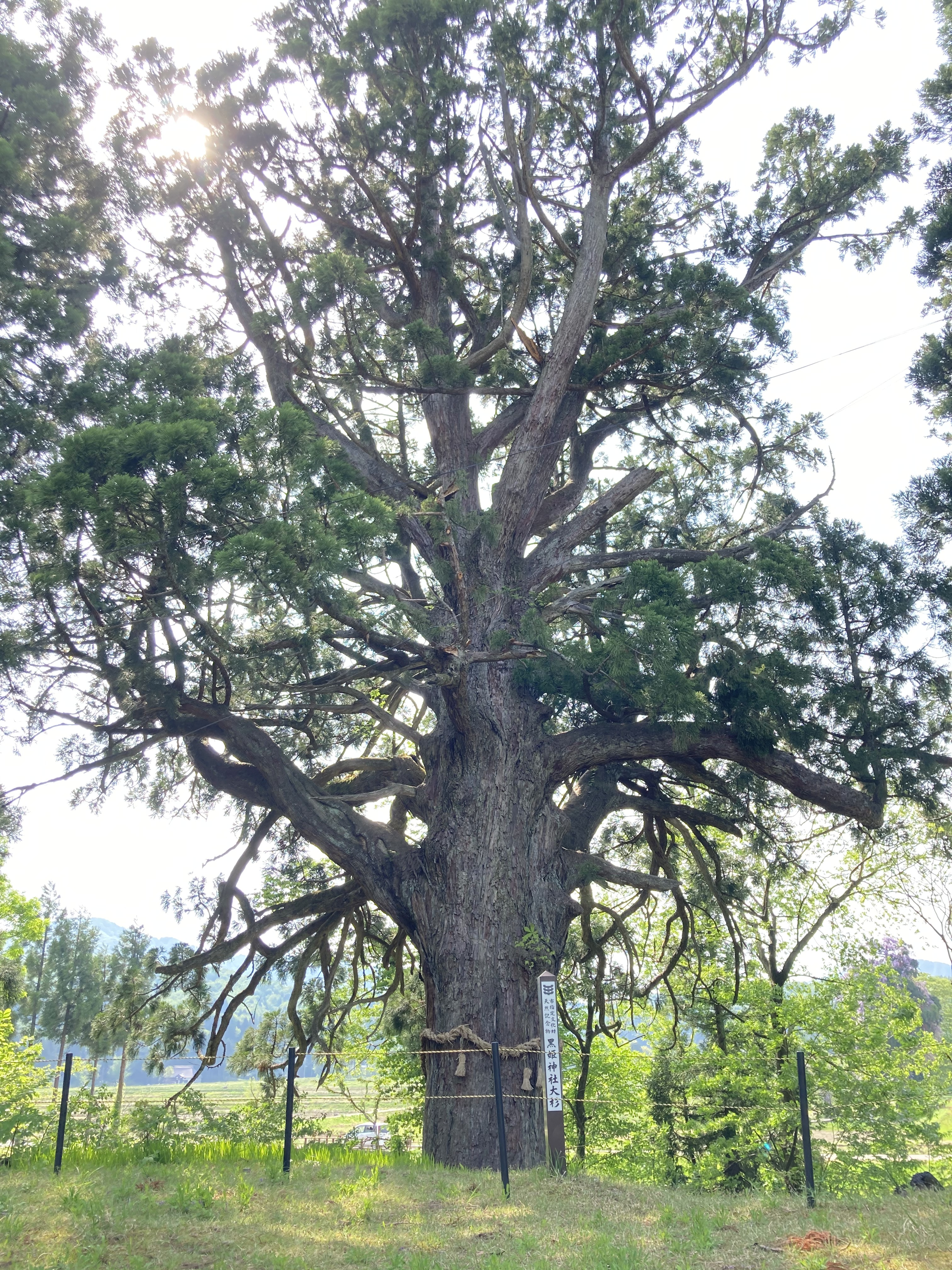
黒姫神社の老杉

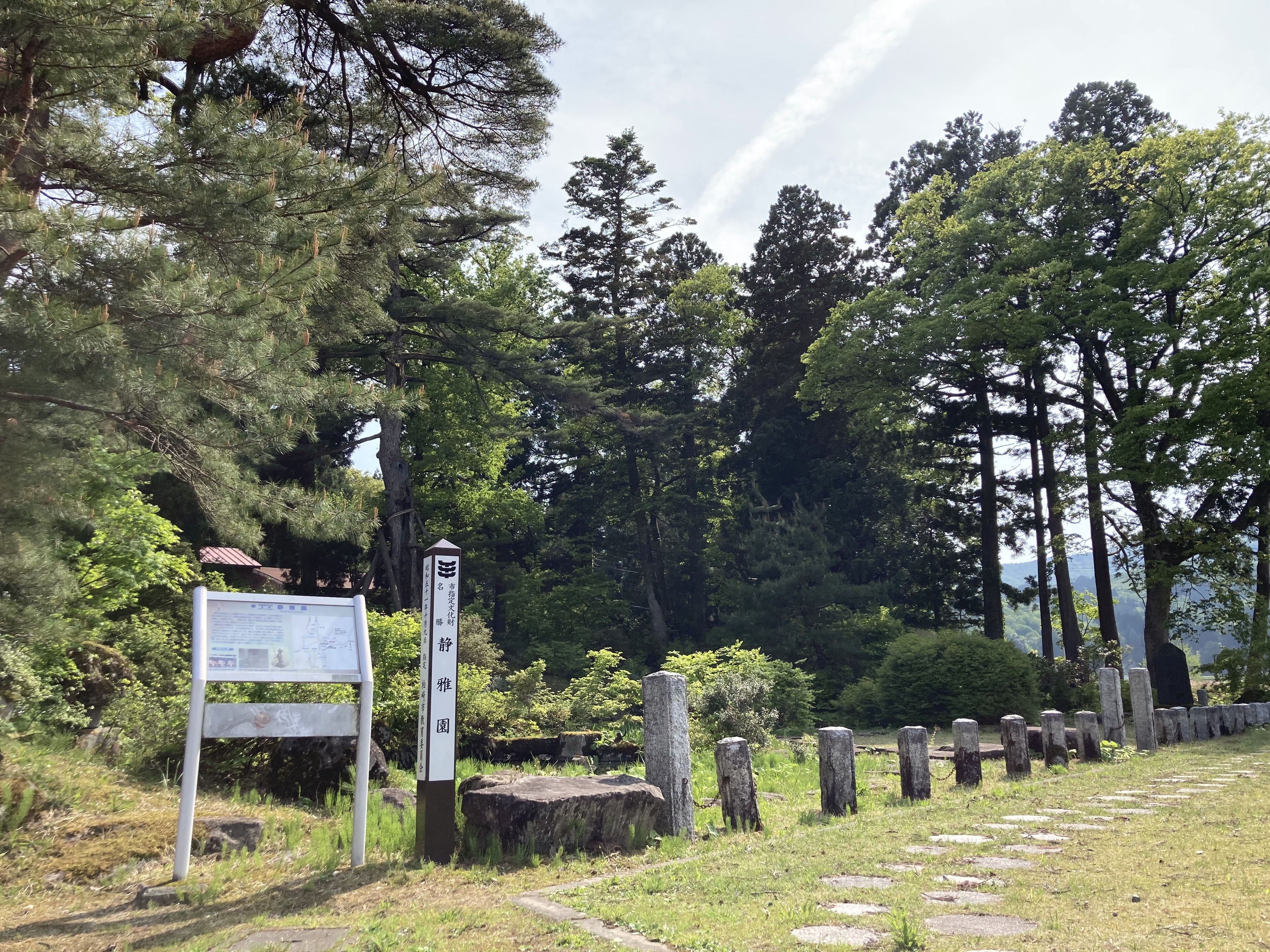
静雅園

### 鵜川神社の老杉
太さ7m30cm、樹高約40mの杉で樹齢800年といわれている。主幹は伸びず、傘型に枝が伸びているのが特徴で地元民からは「大杉さん」と呼ばれている。市の天然記念物の指定を受けている。